# Jan Frontczak
Jan Frontczak (ur. 23 stycznia 1928, zm. 21 września 2011) – polski siatkarz, reprezentant Polski, z wykształcenia lekarz.

## Życiorys
Był członkiem AZS Łódź, w 1947 sięgnął z tą drużyną po wicemistrzostwo Polski. W latach 1949–1951 wystąpił w 26 spotkaniach reprezentacji Polski seniorów, w tym na mistrzostwach świata w 1949 (5. miejsce) oraz mistrzostwach Europy w 1950 (6. miejsce).
Z zawodu był lekarzem, m.in. był ordynatorem i dyrektorem w szpitalu w Tuszynku.